# Remember Tomorrow
"Remember Tomorrow" je druhá skladba z debutového studiového alba anglické heavy metalové skupiny Iron Maiden Iron Maiden z roku 1980. Skladbu napsali baskytarista Steve Harris a zpěvák Paul Di'Anno.

## Sestava
- Paul Di'Anno - zpěv
- Dave Murray - kytara
- Dennis Stratton - kytara
- Steve Harris - baskytara
- Clive Burr - bicí